# اسماعیل صدقی

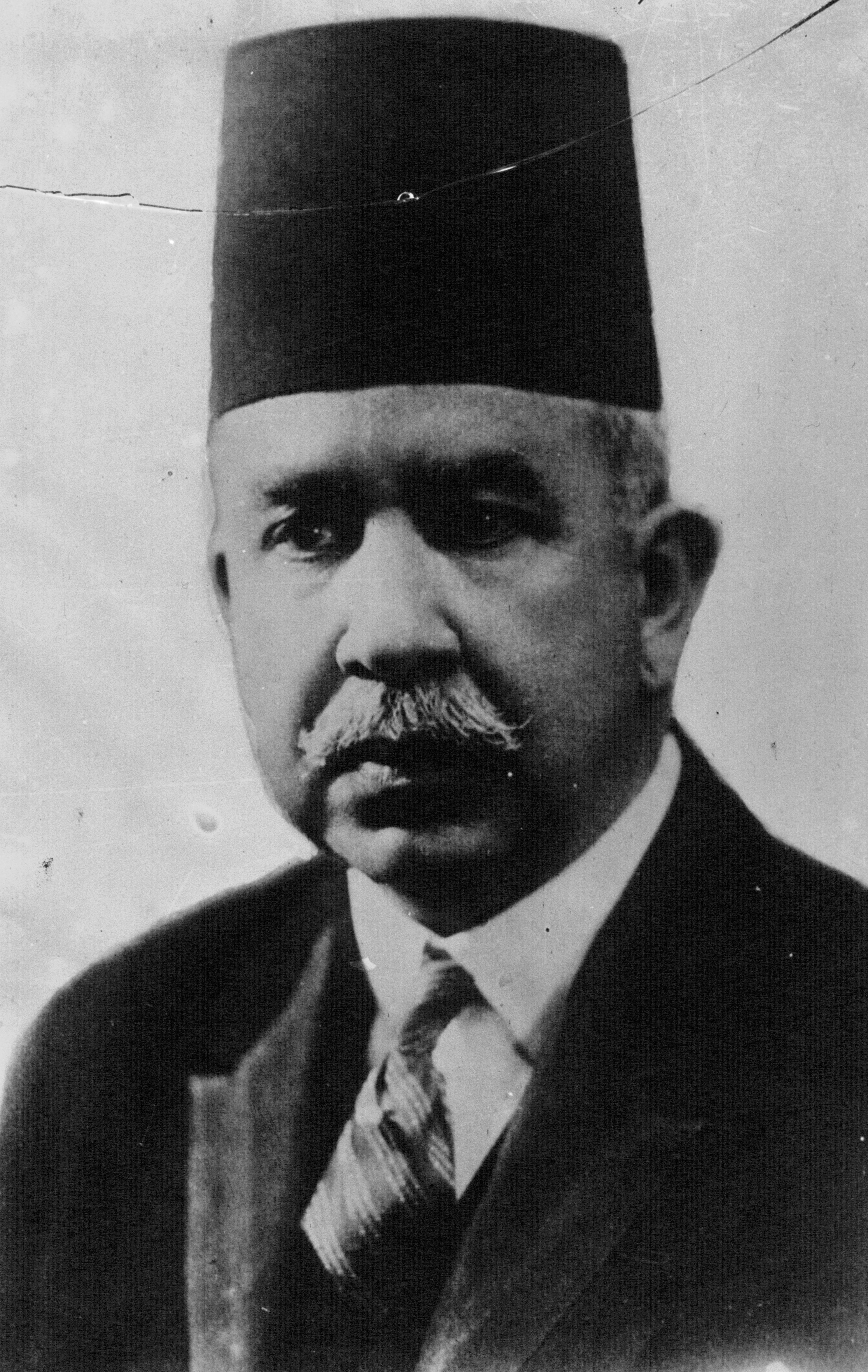
اسماعیل صدقی نخست‌وزیر اسبق مصر، ۱۹۳۲

اسماعیل صدقی (انگلیسی: Isma'il Sidqi) (۱۵ ژوئن ۱۸۷۵ – ۹ ژوئیه ۱۹۵۰) سیاست‌مدار مصری سیاست‌مدار بود که نخست‌وزیری مصر را از ۱۹۳۰ تا ۱۹۳۳ و برای بار دوم ۱۹۴۶ در زمان پادشاهی فاروق یکم به عهده گرفت.

## زندگی
وی در اسکندریه متولد شد. در ابتدا اسم وی اسماعیل صدیق که بعدها به اسماعیل صدقی تغییر داد.

## قانون اساسی
وی قانون اساسی ۱۹۲۳ را باطل کرد که تظاهراتی تشکیل شد که جمال عبدالناصر رئیس‌جمهور بعدی مصر در آن حضور داشت.